# 江休復
江休復（1005年—1060年），號鄰幾，开封陈留（河南开封）人，北宋官员。

## 生平
父江中古，母张氏。宋真宗景德二年（1005）出生。天圣二年登进士第，調州級礦冶監桂陽監藍山尉，騎驢赴官，據鞍讀書，至迷失道；為成語「據鞍讀書」兩個典故之一。
天圣中，历官信州、潞州二任司法参军，与尹洙、苏舜钦、宋祁交游。景祐元年（1034）六月，举书判拔萃，改任大理寺丞。宝元元年（1038）前后通判阆州，以母丧丁忧，庆历元年（1041）左右迁殿中丞，差遣天长县事，以父丧服除，庆历年間為集贤校理。欧阳修称他“强学博览，无所不通”，與歐陽修、王安石與司馬光都有交往。
庆历四年（1044）十一月七日，因苏舜钦祠神会饮案谪守蔡州（今河南汝南）税。數年後起知奉符县（今山东泰安）。庆历八年（1048），改太常博士，通判睦州（今杭州淳安），后平调庐州（今安徽合肥）。皇祐三年前後復官集贤校理。皇祐五年（1053）出京知同州（今陕西渭南），提点陕西路刑獄。嘉祐二年（1057）左右提刑资序。嘉祐三年（1058）返京注阙，差遣三司盐铁勾院事。嘉祐四年（1059）二月二十八日，差遣详定官。嘉祐五年（1060）修起居注，官迁刑部郎中，嘉祐五年四月十七日病逝。

## 著作
有《江邻幾杂志》三卷，《唐宜鑒》十五卷，《春秋世論》三十卷，文集二十卷。

## 家族
有子江懋简、江懋相、江懋迪，另有女兒三人。有孫江端友。

## 延伸阅读
[在维基数据编辑]
 《宋史·卷443》，出自脱脱《宋史》